# Amaragol, Ron
Amaragol là một làng thuộc tehsil Ron, huyện Gadag, bang Karnataka, Ấn Độ.